# Guruyoga
Guruyoga (tib.: bla ma'i rnal 'byor) bezeichnet eine Meditationsübung, die insbesondere im Vajrayana des tibetischen Buddhismus angewendet wird. In dieser Meditationspraxis identifiziert der Vajrayana-Praktizierende seinen Geist mit dem Geist seines Gurus. Dabei wird der Lehrer als erleuchtet angesehen. 
Einige buddhistische Lehrer sind der Überzeugung, man solle für ihre korrekte Anwendung eine stabile Erfahrung in der tantrischen Erzeugungsstufe haben, weswegen sie für Anfänger nicht geeignet sei.
Zuvor ist nach buddhistischer Überlieferung die buddhistische Zuflucht notwendig, meist auch die Absolvierung besonderer vorbereitender Übungen (Ngöndro), von denen ein Teil bereits die Übung des Guruyoga sein kann. Für einen fortgeschrittenen tantrischen Praktizierenden wird die Übung sehr bedeutend, wenn er sie korrekt anzuwenden versteht.

„Guruyoga (ist)- Eingangspforte für den Segen und höchste Methode, um die Weisheit der Verwirklichung zu erwecken.“

„Wir kommen nun zum Herzstück des Weges, zur Praxis des Guru Yoga, durch die Weisheit natürlich und mühelos aus unserem Sein aufsteigt.“